# Haplophyllum glaberrimum
Haplophyllum glaberrimum är en vinruteväxtart som beskrevs av Bge. och Pierre Edmond Boissier. Haplophyllum glaberrimum ingår i släktet Haplophyllum och familjen vinruteväxter. Inga underarter finns listade i Catalogue of Life.